# Hypena walkeri
Hypena walkeri là một loài bướm đêm trong họ Erebidae.